# Ступно
Ступно је насељено место у саставу Града Сиска, Хрватска.

## Становништво
На попису становништва 2011. године, Ступно је имало 484 становника.

## Попис1991.
На попису становништва 1991. године, насељено место Ступно је имало 556 становника, следећег националног састава:
| Попис 1991.‍  | Попис 1991.‍  | Попис 1991.‍ | Попис 1991.‍ | Попис 1991.‍ |
| ------------ | ------------ | ----------- | ----------- | ----------- |
|              |              |             |             |             |
| Хрвати       | Хрвати       |             | 505         | 90,82%      |
| Срби         | Срби         |             | 30          | 5,39%       |
| Чеси         | Чеси         |             | 4           | 0,71%       |
| Југословени  | Југословени  |             | 3           | 0,53%       |
| Словенци     | Словенци     |             | 2           | 0,35%       |
| Муслимани    | Муслимани    |             | 1           | 0,17%       |
| неопредељени | неопредељени |             | 1           | 0,17%       |
| непознато    | непознато    |             | 10          | 1,79%       |
| укупно: 556  |              |             |             |             |